# Трејси Бонд
Тереза „Трејси“ Бонд (рођена као Тереза „Трејси“ Драко, позната и као грофица Тереза ди Виченцо) је измишљени лик из филма и романа о Џејмсу Бонду „У тајној служби Њеног величанства“  (On Her Majesty's Secret Service). Она је прва филмска Бондова дјевојка. У филмској верзији, лик Трејси Бонд тумачила је глумица Дајана Риг.